# Karl Blank
Pour les articles homonymes, voir Blank.
Karl Ivanovitch Blank (en russe : Карл Иванович Бланк) (1728-1793) est un architecte et ingénieur russe, l'un des derniers maîtres du baroque, puis un précurseur du premier néoclassicisme russe. Il est connu pour être l'auteur des plans de l'église de la Trinité-des-Serebrianiki, de l'église Saint-Nicolas de Zvonari et de l'orphelinat impérial de la berge Moskvoretskaïa.

## Biographie
Il descend d'une famille de huguenots français venus s'installer en Allemagne. Le grand-père de l'architecte, Iakov Blank, forgeron, arrive en Russie pour travailler à l'usine Olonetski sous Pierre le Grand. Son fils, Ivan, est d'abord traducteur auprès d'architectes allemands installés pour travailler à Saint-Pétersbourg en pleine construction; il devient lui-même architecte par la suite, d'abord comme assistant de Piotr Eropkine. En 1740, Eropkine est exécuté à cause de l'affaire d'Artemi Volynski. Ivan Blank s'en sort en étant condamné à des coups de knout et à l'exil avec sa famille en Sibérie. La mère de Karl Blank meurt en chemin. Peu de temps après l'arrivée des exilés à Tobolsk, un coup d'État a eu lieu à Saint-Pétersbourg et la famille est autorisée à retourner à Moscou. A Tobolsk, Karl rencontre son pair Alexandre Kokorinov qui s'avère être pour lui un assistant capable et le suit à Moscou.
Ivan Iakovlevitch meurt peu après son retour; Karl Blank et Alexandre Kokorinov continuent à collaborer ensemble dans l'équipe d'Ivan Korobov et celle de Piotr Oboukhov. En 1749, Karl Blank passe l'examen pour acquérir le titre d'architecte et devient assistant d'Alexeï Evlachev. Blank travaille à l'initiative de Rastrelli sur le projet de restauration de la cathédrale de la Résurrection du monastère de la Nouvelle-Jérusalem; mais les travaux ne sont pas réalisés et c'est seulement en 1756-1759 que Blank dirige personnellement les travaux de la Nouvelle-Jérusalem. Les premiers travaux indépendants de Blank, comme à Annenhof, n'ont pas été conservés.
L'apogée de l'art de Blank se situe dans les années 1760. Il remporte un grand succès personnel dans les travaux de décoration pour le couronnement de Catherine II à Moscou. Blank demeure rue de la Nativité dans le palais du comte Ivan Illarionovitch Vorontsov et devient de fait son architecte personnel. Il construit l'église Saint-Nicolas de Zvonari de son palais (rue de la Nativité, n° 15/8) et l'église du Sauveur de son domaine de Voronovo, ainsi que l'église Saints-Boris-et-Saint-Gleb de Belkino. En outre Blank est l'auteur à Moscou de l'église de la Trinité-des-Serebrianiki (ruelle Serebrianitcheski, n° 1a), de l'église Sainte-Catherine de la rue Bolchaïa Ordynka (n° 60/2), l'église du Sauveur de Kouskovo, l'église Saints-Boris-et-Gleb sur la place de l'Arbat (n'existe plus), l'église Saint-Cyr-et-Saint-Jean de la rue Solianka (détruite).
Certains historiens d'art imputent à Blank le projet de l'église du manoir de Troïtskoïe-Kaïnardji (aujourd'hui dans la ville de Jeleznodorojny). En 1764-1781, il construit son œuvre la plus importante, l'orphelinat impérial de Moscou (le bâtiment ouest et le bâtiment central ; le bâtiment est ne sera construit que dans les années 1940). Cet immense édifice conçu pour accueillir huit mille élèves marque le passage du baroque au néoclassicisme.
Pour l'époque, ses façades strictes semblaient ascétiques et pauvres, mais c'est seulement un quart de siècle plus tard que le style néoclassique - dit Empire en Russie - est devenu dominant dans l'architecture russe.
]Dans les mêmes années, Blank, en tant qu'architecte moscovite le plus expérimenté, est invité à travailler à de grands projets de construction, tels que le palais Catherine de Moscou et le palais du Sénat du Kremlin. Cependant, le projet du Sénat lui est retiré au bout d'un an, en faveur de Matveï Kazakov. Jusqu'à la fin de sa vie, Blank est recherché par des clients privés - à la fois en tant qu'architecte et en tant que « consultant en élégance ». Il conseille notamment le comte Pierre Cheremetiev sur la construction de son palais de Kouskovo, et il construit lui-même une serre à Kouskovo, l'Ermitage de Kouskovo et la petite maison hollandaise.

## Galerie

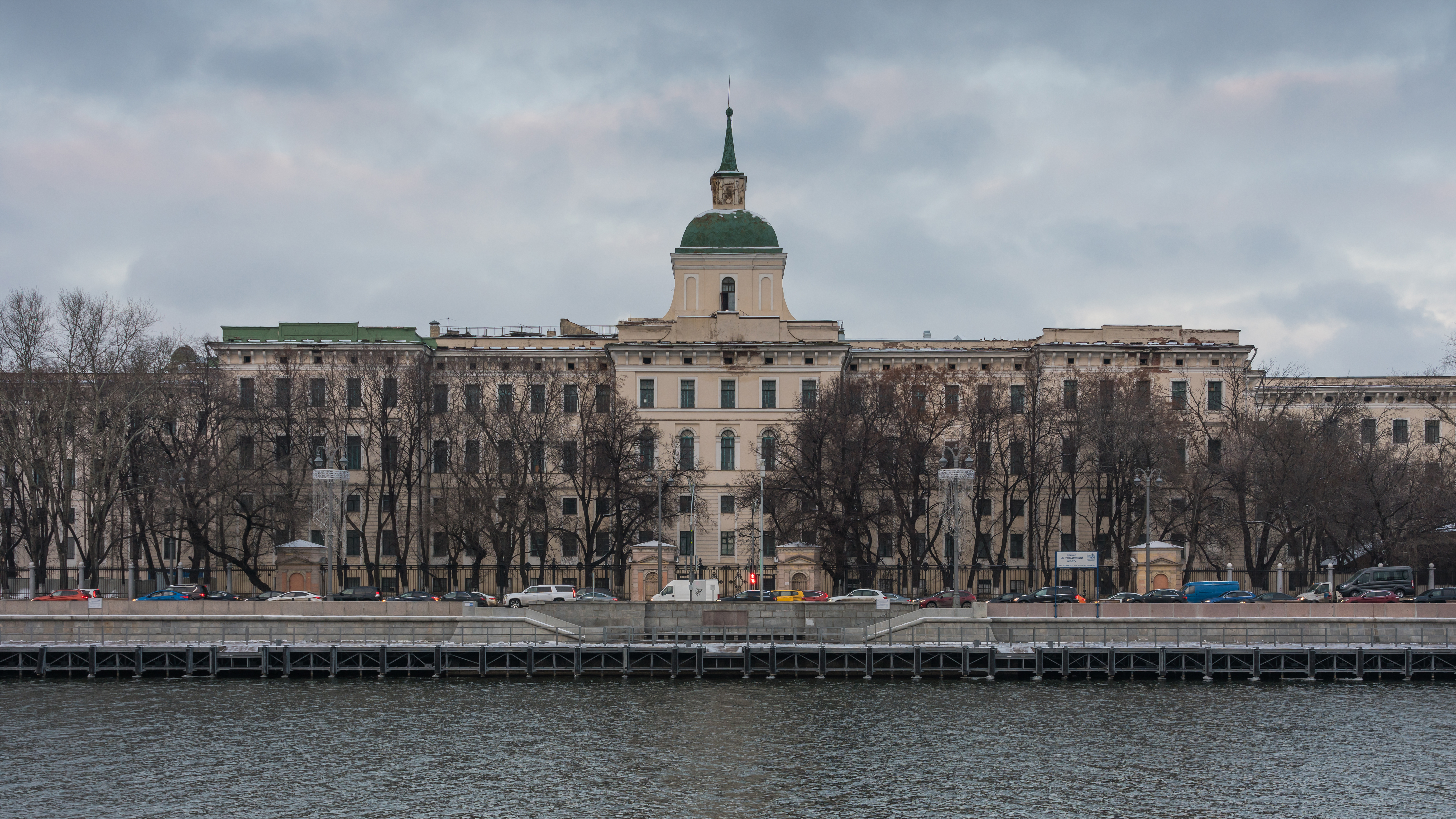
Orphelinat impérial de Moscou (1764-1781)
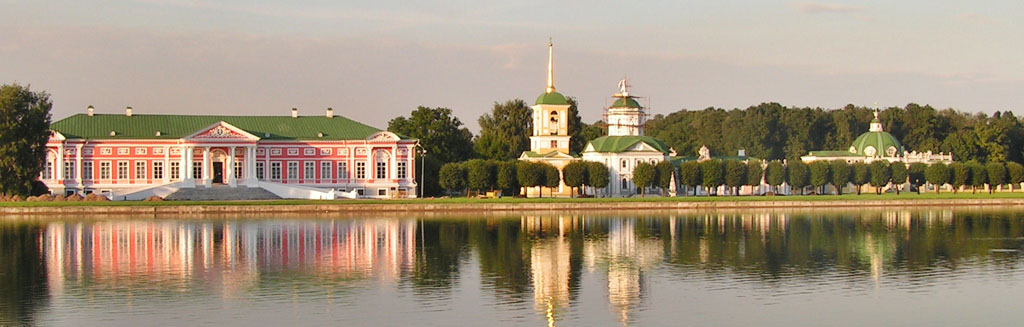
Kouskovo. Blank est considéré comme l'auteur du palais de Kouskovo et de l'église du Sauveur (au milieu sur la photographie).
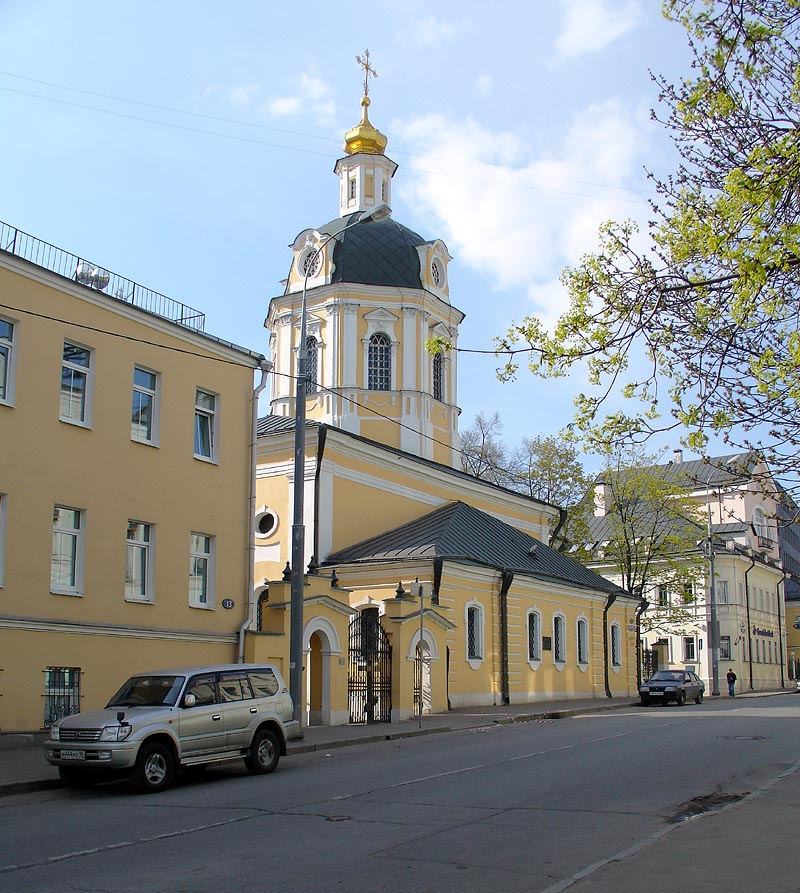
Église Saint-Nicolas de Zvonari
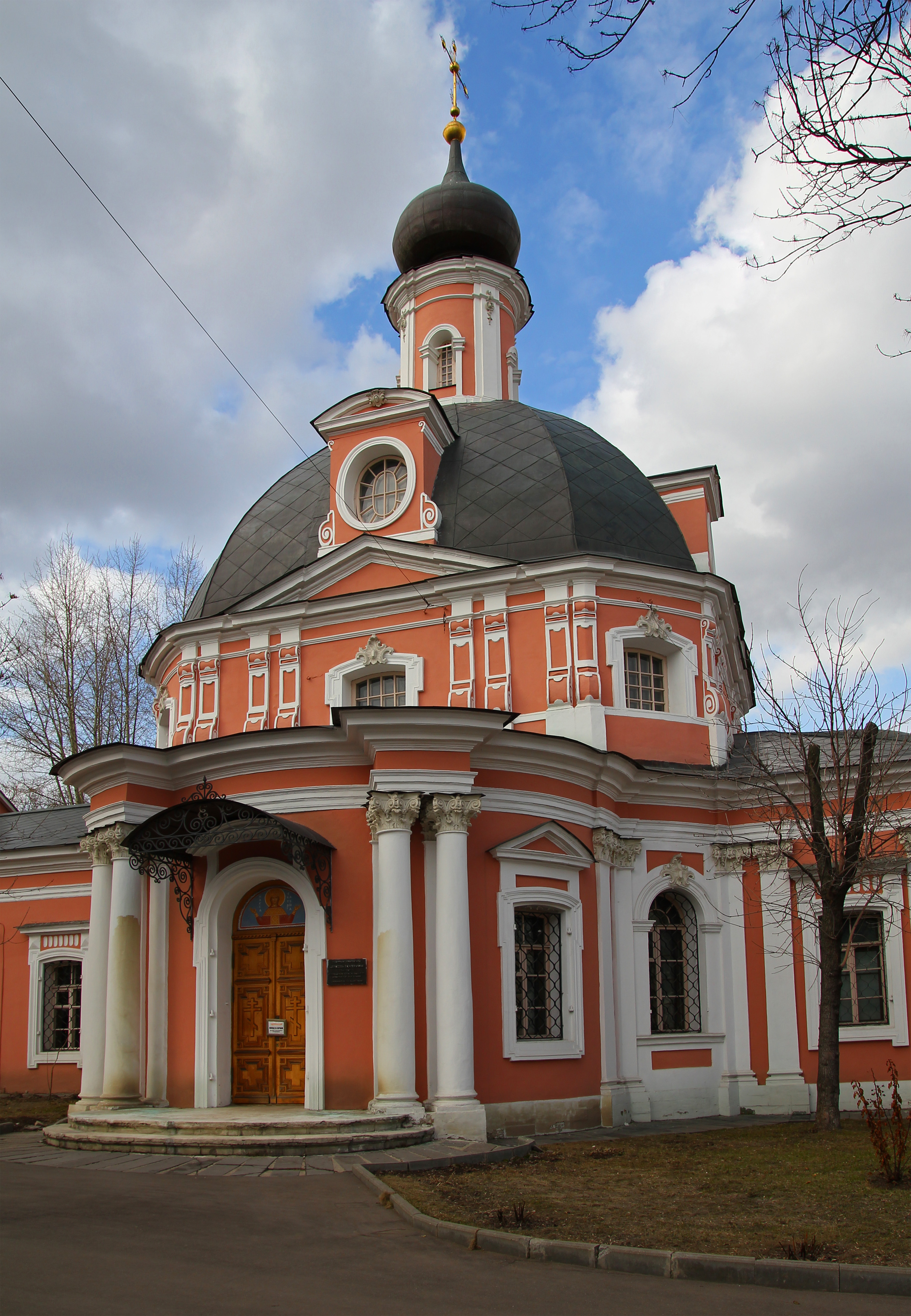
Église Sainte-Catherine
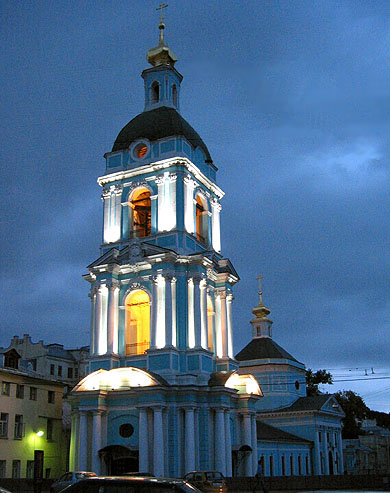
Église de la Trinité-des-Serebrianiki
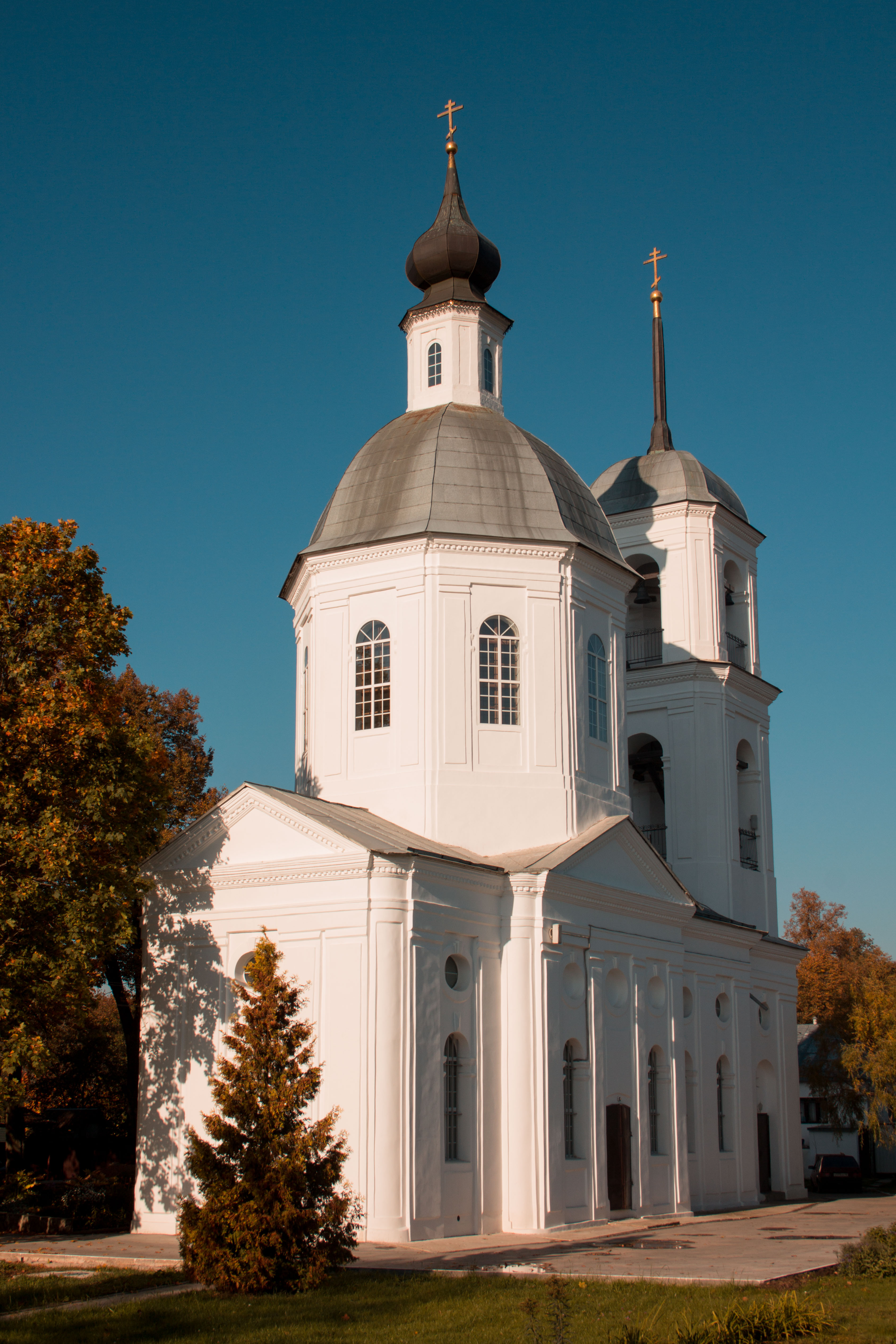
Église Saints-Boris-et-Gleb de Belkino

## Famille
- Épouse: Ekaterina Petrovna Bounina, sœur de la poétesse Anna Bounina. Ils ont cinq enfants, et comptent dans leurs descendants le décembriste Nikolaï Bassarguine (petit-fils), Piotr Semionov-Tian-Chanski, la femme de lettres Natalia Grot.
- Fils: Piotr Karlovitch Blank (1758-1811), conseiller de collège (1790). Grand-père de Piotr Semionov-Tian-Chanski.
- Fille: Sofia Karlovna Blank (1760-1810), épouse Zamiatnina.
- Fille: Ekaterina Karlovna Blank (1763-1815), épouse Bassarguina, mère du décembriste Nikolaï Bassarguine.
- Fils: Boris Karlovitch Blank (1769-1826), poète, traducteur, dramaturge.
- Fils: Pavel Karlovitch Blank (1771-?)